# Diversidad sexual en Nueva Zelanda
Las personas LGBTI en Nueva Zelanda son generalmente aceptadas y están protegidas legalmente contra la discriminación. La sociedad de Nueva Zelanda es en general bastante abierta en la aceptación de la diversidad sexual. Los derechos de las personas LGBTI  están protegidos por la Ley de Derechos Humanos de Nueva Zelanda, y las parejas del mismo sexo están habilitadas para contraer matrimonio desde 2013. Las relaciones sexuales entre hombres fueron despenalizadas en 1986.

## Legislación
Las personas pertenecientes a la comunidad LGBT (lesbianas, gais, bisexuales, transgénero y/o transexuales) tienen los mismos derechos legales que otras personas en Nueva Zelanda, convirtiéndose en la actualidad en una de las legislaciones más permisivas de Oceanía en esta materia. Las relaciones sexuales entre hombres se despenalizó en 1986. 

### Reconocimiento a parejas del mismo sexo
Nueva Zelanda promulgó una legislación que permitía las uniones civiles en 2005, lo que permitió a parejas muchos de los mismos derechos que las parejas casadas. El matrimonio entre personas del mismo sexo en Nueva Zelanda ha sido legalizado y entrado en vigor desde el 19 de agosto de 2013, otorgando pleno reconocimiento a la familia homoparental, siendo además el primer país del Asia-Pacífico en hacerlo.

## Historia
Las relaciones homosexuales se volvieron ilegales en Nueva Zelanda cuando el país formó oficialmente parte del Imperio británico en 1840 y adoptó la ley británica, haciendo que las relaciones sexuales entre personas del mismo sexo sean castigadas con la pena capital. No obstante, la pena capital nunca se llevó a cabo en el país, por cualquier motivo que un asesinato o un caso de traición a la patria, y fue abolida en 1961. En 1893 la ley fue ampliada para prohibir cualquier actividad sexual únicamente entre hombres. Las sanciones incluían la cadena perpetua, trabajos forzados y la flagelación. Las relaciones sexuales entre las mujeres nunca fueron legalmente prohibidas en Nueva Zelanda.